# Lozeneț, Iambol
Lozeneț (în bulgară Лозенец) este un sat în comuna Straldja, regiunea Iambol,  Bulgaria. 

## Demografie
Componența etnică a satului Lozeneț
     Bulgari (44,8%)
     Romi (53,08%)
     Turci (1,62%)
     Nicio identificare (0,48%)
La recensământul din 2011, populația satului Lozeneț era de 616 locuitori. Din punct de vedere etnic, majoritatea locuitorilor (53,08%) erau romi, existând și minorități de bulgari (44,8%) și turci (1,62%). Pentru 0,48% din locuitori nu este cunoscută apartenența etnică.